# Rayman Junior
Rayman Junior (Rayman Brain Games in Nord America) è un videogioco della serie Rayman sviluppato per PlayStation e Windows da Ubisoft e Aqua Pacific nel 2000.

## Trama
La trama è sostanzialmente la stessa di Rayman, solo che non sono presenti gli Eleectoons, e Mr. Dark ruba il Libro della Conoscenza anziché il Great Protoon. Mr. Dark, dopo aver sconfitto Betilla e Il Mago ruba il Libro della Conoscenza, un libro che possiede all'interno tutta la conoscenza e i segreti del mondo di Rayman. Il Mago e Betilla, chiedono aiuto nuovamente a Rayman, a cui spetterà un lungo viaggio.

## Modalità di gioco
Il gioco consiste nel esplorare la mappa del mondo di Rayman per superare un livello e passare al successivo. Prima di tutto il giocatore deve scegliere tra due livelli, in più dei livelli di formazione che insegnano ad utilizzare i poteri di Rayman. Un livello contiene cinque fasi da superare, al fine di compiere ulteriori progressi sulla mappa. In alcuni livelli, compare il cappello del Mago, se il giocatore ci si salta sopra, il Mago darà dei consigli su come superare il livello.
Inoltre, Rayman possiede numerose abilità, tra cui i capelli ad elicottero, il Pugno, l'Elicottero Super (solo in alcuni livelli) e poter afferrare gli anelli.

## Livelli
- Art Alley
- Pebble Peril
- Candy Copper
- Ring Raphsody
- Eras Rebound
- Butterweed Bug
- Rock Roas
- Slick Slopes
- Crazy Caves
- Rising Tides
- Percussion Path
- Tasty Chase
- Me. Dark's Lair